# Dirk Dorra
Dirk Dorra (* 16. März 1965) ist ein ehemaliger deutscher Basketballspieler. Er spielte für Göttingen und Langen in der Basketball-Bundesliga.

## Laufbahn
1989 wechselte der 1,90 Meter große Aufbauspieler zum TV 1862 Langen. Zuvor hatte er beim ASC Göttingen gespielt. Später verstärkte er die BG 74 Göttingen in der 2. Basketball-Bundesliga.
Nach seiner Spielerzeit war Dorra bei der BG 74 Göttingen als Jugendtrainer aktiv.
Mit den Seniorenmannschaft der BG 74 Göttingen nahm er später an Meisterschaften teil, 2013 wurde er mit den „Veilchen“ deutscher Meister in der Wettkampfklasse Ü45.